# Емі Козад
Емі Козад (англ. Amy Cozad, 6 травня 1991) — американська стрибунка у воду.
Учасниця Олімпійських Ігор 2016 року, де в синхронних стрибках з 10-метрової вишки разом з Джессікою Парратто посіла 7-ме місце.